# Décahydroxycyclopentane
Le décahydroxycyclopentane est un composé organique de formule C5O10H10 ou C5(OH)10. C'est le quintuple diol géminal du cyclopentane qui peut être aussi vu comme le quintuple hydrate de la cyclopentanepentone, C5O5 un oxyde de carbone. En fait, ce composé souvent référencé dans la littérature et le commerce comme le "pentahydrate de cyclopentanepentone", C5O5·5H2O est maintenant considéré être le décahydroxycyclopentane, .
Ce composé a été synthétisé par Heinrich Will en 1861, cependant il a été longtemps considéré être l'hydrate de C5O5. Il peut être préparé par oxydation de l'acide croconique, C5O3(OH)2 avec de l'acide nitrique. Il peut être isolé comme des cristaux incolores solubles dans l'eau qui fondent en se déshydratant vers 115 °C et se décomposent lentement vers 160 °C.